# Evelyn Novacek
Evelyn Novacek (Amsterdam, 17 juli 1894 – Hoogezand, 12 december 1979) was de artiestennaam voor violiste en orkestleider Engelina Elisabeth Nowak. 

## Biografie
Novacek was een dochter van Johann Nowak en Johanna Maria Elisabeth Brakenhof. Haar vader was uit Praag afkomstig. Hij had in de Govert Flinckstraat, op de hoek van de Eerste van der Helststraat, een winkel in muziekinstrumenten. Zowel haar vader als haar broer Johan waren muzikant. Toen haar broer jong overleed nam ze diens plaats in een carnavalsorkestje in.
Ze trouwde in 1917 met Jacobus Johannes Wolbrink. In 1936 werd het huwelijk ontbonden.
Voor de Tweede Wereldoorlog was Novacek een veelgevraagd violiste en orkestleidster. Zo had zij in 1924 de leiding over het Elite Heeren-Ensemble. In de jaren erna leidde zij diverse ensembles en orkesten die vooral speelden in horeca- en uitgaansgelegenheden. Na haar huwelijk met Emo Wiertsema in 1937 vestigde zij zich in Hoogezand. Zij bleef gedurende haar verdere leven actief optreden met diverse bands en artiesten in het noorden van Nederland. Ook trad ze op met Herman Rinket's Varieté. Ze overleed op 85-jarige leeftijd aan de gevolgen van een hartaanval.

## Platenzaak
In Hoogezand stichtte zij al in 1937, het jaar van haar huwelijk, de muziekhandel "Evelyn Novacek". Na haar overlijden op 85-jarige leeftijd in 1979 werd deze platenzaak, waarvan haar zoon al de leiding had overgenomen, met haar naam voortgezet. In 1988 werd de zaak overgenomen door haar kleindochter met haar man, met handhaving van de naam "Evelyn Novacek". In 2013 werd de zaak door de VPRO opgenomen in de lijst met de tien belangrijkste platenzaakiconen van Nederland., VPRO, 17 april 2013

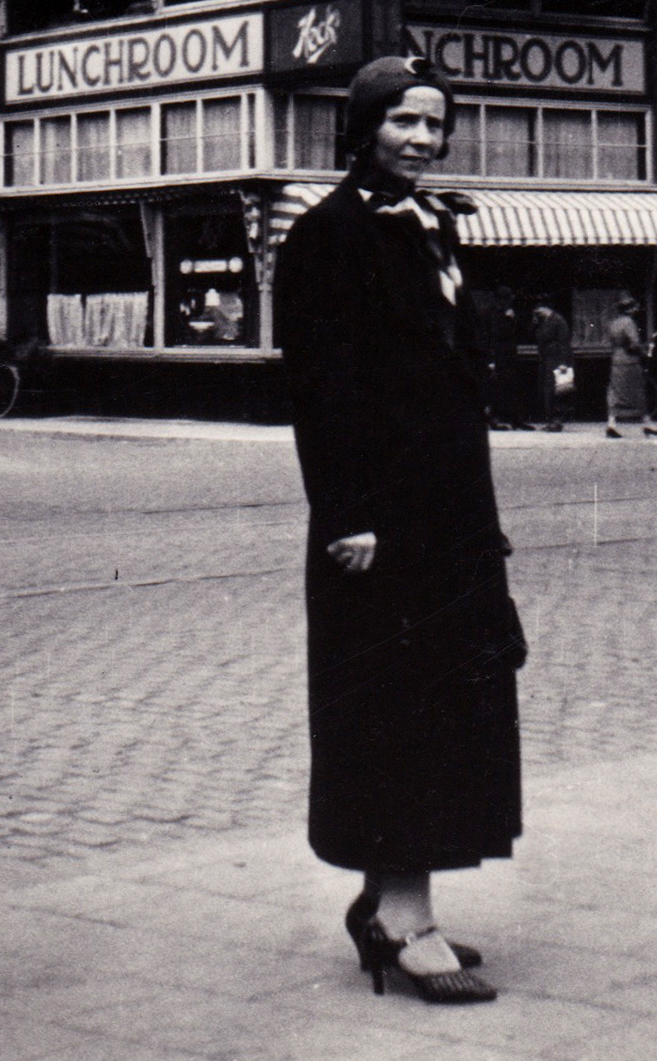
Evelyn Novacek voor Heck in Utrecht (mei 1935)